# 古柏镇 (宜宾市)
古柏镇，原为古柏乡，是中华人民共和国四川省宜宾市叙州区曾经下辖的一个镇。2019年8月，撤销李场镇、古柏镇和隆兴乡，设立樟海镇，以原李场镇、原古柏镇和原隆兴乡所属行政区域为樟海镇的行政区域。

## 行政区划
古柏镇撤销前下辖以下地区：
古柏社区、岷江村、埝坝村、民治村、农村、凉水村、红庙村、丰富村、越江村、古柏村、金坪村、高明村和永乐村。